# Quatiguá
Quatiguá is een gemeente in de Braziliaanse deelstaat Paraná. De gemeente telt 7.148 inwoners (schatting 2009).

## Aangrenzende gemeenten
De gemeente grenst aan Guapirama, Joaquim Távora, Siqueira Campos en Tomazina.